# جایزه بزرگ فرانسه ۱۹۷۳
جایزه بزرگ فرانسه ۱۹۷۳ (انگلیسی: ‎1973 French Grand Prix‎) یک مسابقهٔ موتوری در رشتهٔ اتومبیل‌رانی فرمول یک بود که در تاریخ ۱ ژوئیهٔ ۱۹۷۳ در پیست پل ریکارد واقع در لا کاستلت، ور، فرانسه برگزار شد. این گراند پری در میان ۱۵ گراند پری در فصل ۱۹۷۳، مسابقهٔ شمارهٔ ۸ بود.
در این مسابقه که در ۵۴ دور و به مسافت ۳۱۳٫۶۸۶ کیلومتر (۱۹۴٫۹۱۵ مایل) برگزار شد، پول پوزیشن توسط جکی استوارت کسب شد و سریع‌ترین زمان برای طی یک دور پیست که برابر با ۱:۵۰٫۹۹ بود نیز توسط دنی هیولم به ثبت رسید.
رونی پیترسن از تیم لوتوس-فورد، فرانسوا سورت از تیم تایرل-فورد و کارلوس روتمان از تیم برابام-فورد به‌ترتیب مقام‌های اول تا سوم مسابقه را کسب کردند.

## رده‌بندی قهرمانی پس از مسابقه
|       | جایگاه | راننده           | امتیاز |
| ----- | ------ | ---------------- | ------ |
| ۱     | ۱      | جکی استوارت      | ۴۲     |
| ۱     | ۲      | امرسون فیتیپالدی | ۴۱     |
|       | ۳      | فرانسوا سورت     | ۳۱     |
| ۲     | ۴      | رونی پیترسن      | ۱۹     |
| ۱     | ۵      | دنی هیولم        | ۱۹     |
| منبع: |        |                  |        |

|       | جایگاه | سازنده      | امتیاز  |
| ----- | ------ | ----------- | ------- |
| ۱     | ۱      | لوتوس-فورد  | ۵۲ (۵۶) |
| ۱     | ۲      | تایرل-فورد  | ۵۱ (۵۵) |
|       | ۳      | مک‌لارن-فورد | ۲۶      |
|       | ۴      | فراری       | ۱۲      |
|       | ۵      | برابام-فورد | ۱۱      |
| منبع: |        |             |         |

یادداشت
- تنها پنج جایگاه نخست از هر رده‌بندی نمایش داده شده‌است.